# Deutsche Freie-Partie-Meisterschaft 1966/67

Veranstaltungsort: Bochum

Die Deutsche Freie-Partie-Meisterschaft 1966/67 ist eine Billard-Turnierserie und fand vom 4. bis zum 6. Juni 1967 in Bochum zum zwölften Mal statt.

## Geschichte
Die zwölfte Deutsche Meisterschaft in der Freien Partie endete wieder mit einer Überraschung. Nicht einer der großen Favoriten, sondern der Bochumer Klaus Hose nutzte seinen Heimvorteil und wurde zum ersten Mal Deutscher Meister. Im letzten Spiel des Turniers standen sich der große Favorit Dieter Müller und Klaus Hose gegenüber. Hose startete das Match mit einer 189er Serie. Müller kam an den Tisch und hatte die Bälle schnell unter Kontrolle. Doch beim 142en Punkt in der Amerikanischen Serie unterlief ihm ein kleiner Flüchtigkeitsfehler. Hose kam wieder an den Tisch und beendete mit 311 Punkten die Partie. Für Müller hätte ein Unentschieden zum Titel gereicht. Doch er verfehlt knapp. Platz drei ging an den vierfachen Meister Siegfried Spielmann mit dem besten Turnierdurchschnitt. Völlig außer Form präsentierte sich der Mitfavorit Günter Siebert und wurde nur Letzter.

## Modus
Gespielt wurde im Round-Robin-Modus bis 500 Punkte. Die Endplatzierung ergab sich aus folgenden Kriterien:
1. Matchpunkte
2. Generaldurchschnitt (GD)
3. Höchstserie (HS)

## Abschlusstabelle
| MP    | Match Points (Sieger = 2; Unentschieden = 1; Verlierer = 0) |
| Pkte. | Erzielte Karambolagen                                       |
| Aufn. | Benötigte Versuche                                          |
| GD    | Generaldurchschnitt                                         |
| BED   | Bester Einzeldurchschnitt eines Spielers                    |
| HS    | Höchstserie                                                 |
|       | Bester GD des Turniers                                      |
|       | Bester ED des Turniers                                      |
|       | Beste HS des Turniers                                       |
|       | 1. Platz (Gold)                                             |
|       | 2. Platz (Silber)                                           |
|       | 3. Platz (Bronze)                                           |

| Klassement                 | Klassement                               | Klassement | Klassement | Klassement | Klassement | Klassement | Klassement |
| Platz                      | Name                                     | MP         | Pkte.      | Aufn.      | GD         | BED        | HS         |
| -------------------------- | ---------------------------------------- | ---------- | ---------- | ---------- | ---------- | ---------- | ---------- |
| 1                          | Klaus Hose (Bochum)                      | 14:0       | 3500       | 41         | 85,36      | 250,00     | 486        |
| 2                          | Dieter Müller (Berlin)                   | 12:2       | 3142       | 39         | 80,56      | 166,66     | 497        |
| 3                          | Siegfried Spielmann (Düsseldorf)         | 9:5        | 2566       | 27         | 95,03      | 250,00     | 492        |
| 4                          | Hartmut Burwig (Berlin)                  | 7:7        | 2375       | 43         | 55,23      | 125,00     | 474        |
| 5                          | Dieter Wirtz (Düsseldorf)                | 4:10       | 1898       | 46         | 41,26      | 62,50      | 312        |
| 6                          | Matthias Metzemacher (Bergisch Gladbach) | 4:10       | 1837       | 62         | 29,62      | 62,50      | 396        |
| 7                          | Peter Sporer (München)                   | 4:10       | 1647       | 56         | 29,41      | 71,42      | 375        |
| 8                          | Günter Siebert (Unna)                    | 2:12       | 1048       | 48         | 21,83      | 38,46      | 222        |
| Turnierdurchschnitt: 49,75 |                                          |            |            |            |            |            |            |